# 曼谷法國國際學校
曼谷法國國際學校 (法語：Lycée Français International de Bangkok, LFIB)是一所位於泰國首都曼谷汪通郎縣的法語國際學校，它是法國海外教育機構的一部分。
曼谷法國國際學校設有小學部、國中部以及高中部。曼谷法國國際學校總共有1061名學生。